# Аскар-Сарыджа, Хасбулат Нухбекович
Хасбулат Аскар-Сарыджа Нухбекович (1900 год, Ахты, Дагестанская область, Российская империя — 1982 год, Москва, РСФСР) — основатель скульптурного искусства Дагестана. Член Союза художников СССР. Заслуженный деятель искусств Казахской ССР (1961), Народный художник Дагестанской АССР.

## Биография
Хасбулат Аскар-Сарыджа родился в 1900 году в лезгинском селе Ахты Дагестанской области. Мальчик рос в многодетной семье, где родители, особенно отец, всячески способствовали развитию творческих способностей у детей. Прежде чем стать художником, сначала он обучался в Армавирской музыкальной школе, затем в Московской консерватории по классу фортепиано, занимался аранжировками народных мелодий, выступал с концертами. В 1919 году посещал рисовальные курсы в Темир-хан-Шуре вместе с М.-А. Джемалом, организованных Евгением Лансере. В 1922 году Хасбулат познакомился с грузинским скульптором Я. Николадзе, что сыграло решающую роль в предопределении выбора его профессии. В 1923 году Хасбулат поступает на скульптурный факультет Ленинградского художественного института (ВХУТЕИН). Его педагогом был А. Т. Матвеев — один из крупнейших мастеров скульптуры XX века.. В 1927 году Хасбулат успешно окончил институт, вскоре после чего молодой скульптор был откомандирован в Италию для продолжения учёбы. В Италии он изучал памятники классического европейского искусства, работал в мастерской известного болгарского скульптора Н. Николаева. После возвращения из Италии в 1928 году Хасбулат Аскар-Сарыджа активно включается в работу по созданию монументальных произведений в Дагестане, работает преподавателем рисования в школах, директором Дагестанского краеведческого музея.
В 1948 году был консультантом создателей мультфильма «Слон и муравей» (в титрах указан как «Оскар-Сарыджа»).
Умер Хасбулат Аскар-Сарыджа в Москве в 1982 году. Урна с прахом захоронена в колумбарии на Ваганьковском кладбище.

## Творчество
- Художественная композиция «Последний защитник Гуниба»
- Скульптура имама Шамиля (1942 год) (Москва, Третьяковская галерея)[4]
- Памятник революционеру, первому военному комиссару Дагестана Махачу Дахадаеву на привокзальной площади города Махачкала.
- Бронзовый бюст даргинскому поэту XIX века, «далайчи» (певцу) Омарле Батыраю (1831—1902) в Серго-кале.
- Бронзовый бюст народному поэту Дагестана, лезгину Сулейману Стальскому (1869—1937) (Махачкала)
- Бронзовый бюст народному поэту Дагестана аварскому поэту Гамзату Цадасе (1877—1951) (Махачкала)
- Скульптурный портрет шейху Мухаммаду-эфенди аль-Яраги.
- Конный памятник казахскому революционеру Амангельды Иманову в Алма-Ате, Казахская ССР, 1947.
- Конная статуя монгольского революционера Сухэ-Батора в Монголии.
- Памятники Ленину в городах Рыбинск (7 ноября 1957) и Северодвинск, РСФСР.

## Память
- В родном селе скульптора (Ахты) у детской художественной школы установлен бюст в его честь.

## Награды и звания
- орден Знак Почёта. (дважды)
- Заслуженный деятель искусств Дагестанской АССР (1943)
- Народный художник Дагестанской АССР
- Заслуженный деятель искусств Казахской ССР. (1961)
- Лауреат республиканской премии имени Гамзата Цадасы.[2]
- За участие в монументальном оформлении павильона Казахстана на ВСХВ удостоен Почетной грамоты Президиума Верховного Совета Казахстана.[4]